# Herbert Akroyd Stuart
Herbert Akroyd Stuart (ur. 28 lutego 1864 w Halifaksie, zm. 19 lutego 1927 tamże) – brytyjski wynalazca i inżynier.
Herbert Akroyd Stuart urodził się 28 lutego 1864 roku w Halifaksie w hrabstwie West Yorkshire, jako syn szkockiego kowala. W młodości pracował w warsztatach, następnie pomagał ojcu w prowadzeniu zakładu. W tym okresie zajął się silnikami, a pierwszy patent otrzymał w 1886 roku.

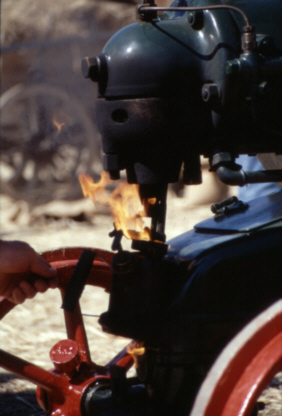
Podgrzewanie lampą lutowniczą gruszki żarowej przed rozruchem silnika średnioprężnego

W maju 1890 roku opracował i zgłosił do opatentowania pierwszy silnik z gruszką żarową, określany jako średnioprężny. Pierwszy silnik autorstwa Akroyda trafił do produkcji w 1892 roku, wyprodukowała go firma Hornsby. Łącznie powstało 32.417 egzemplarzy, montowanych głównie w traktorach i ciągnikach, gdzie ze względu na trwałość i prostotę budowy dobrze się sprawdzały. Produkowano je jeszcze do lat 60. XX wieku.
Zmarł na raka gardła 19 lutego 1927 roku.